# Fritz-Leonhardt-Preis
Der Fritz-Leonhardt-Preis ist ein seit 1999 alle drei Jahre von der Ingenieurkammer Baden-Württemberg (INGBW) mit Unterstützung des Verbandes Beratender Ingenieure (VBI) vergebener Preis für Bauingenieure. Er ist nach Fritz Leonhardt benannt.
Der Preis wird nach den Statuten an herausragende Bauingenieure vergeben, die in außergewöhnlicher Weise Form, Funktion und Ästhetik bei der Ingenieurbaukunst vereinen.
Anfangs war er mit 35.000 DM dotiert und später mit 10.000 Euro.

## Preisträger
- 1999 Michel Virlogeux (Entwurf der Normandie-Brücke)
- 2002 Jörg Schlaich
- 2005 René Walther (Forschung für Schrägseilbrücken, u. a. die Rheinbrücke bei Diepoldsau)
- 2009 William F. Baker (er war u. a. Chefingenieur des Burj Dubai)
- 2012 Alfred Pauser
- 2015 Werner Sobek
- 2018 Jürg Conzett